# Obert Nyampipira
Obert Nyampipira es un escultor de Zimbabue, nacido el año 1966 en Chinhoyi, Mashonalandia Occidental.

## Datos biográficos
Obert Nyampipira nació en Chinhoyi , Mashonalandia Occidental , Nyampipira comenzó su carrera ayudando Lucas y Francis Mugavasi en su cantera en Guruve . 
Ha expuesto en Guruve en el Jardín de Esculturas Gavazi , también en Harare en la Galería Nacional de Zimbabue y en el Parque de Esculturas Chapungu.
Actualmente vive y trabaja con su esposa, la escultora Letwin Mugavasi , y sus hijos en Chitungwiza .